# Скарина
Скорина́ (бел. Скарына) — деревня в Щедринском сельсовете Жлобинского района Гомельской области Белоруссии.

## География
В 42 км на запад от Жлобина, 18 км от железнодорожной станции Красный Берег (на линии Бобруйск — Гомель), 134 км от Гомеля,
На юге мелиоративные каналы.

## История
По письменным источникам известна с XIX века как селение в Степовской волости Бобруйского уезда Минской губернии. Согласно переписи 1897 года Скориновая Слобода. В 1931 году организован колхоз. Во время Великой Отечественной войны 18 жителей погибли на фронте. Согласно переписи 1959 года в составе колхоза имени К. Я. Ворошилова (центр — деревня Щедрин).

## Население

### Численность
- 2004 год — 19 хозяйств, 28 жителей.
- 2009 год — 14 жителей.
- 2012 год - 3 хозяйства, 4 жителя.

### Динамика
- 1897 год — 22 двора, 122 жителя (согласно переписи).
- 1959 год — 190 жителей (согласно переписи).
- 2004 год — 19 хозяйств, 28 жителей.
- 2009 год — 14 жителей.
- 2012 год - 3 хозяйства, 4 жителя.

## Транспортная сеть
Транспортные связи по просёлочной, а затем автомобильной дороге Бобруйск — Гомель. Планировка состоит из дугообразной улицы, ориентированной с юго-востока на северо-запад, к которой с севера присоединяется короткая прямолинейная улица. Застройка двусторонняя, деревянная, усадебного типа.